# Sac de Rome (1527)
Pour les articles homonymes, voir Sac de Rome.
Septième guerre d'Italie
Batailles
- Rome
- Naples
- Landriano
- Florence
- Gavinana

Le sac de Rome est un événement militaire de la septième guerre d'Italie qui opposait la France et ses alliés à l'empereur et roi Charles Quint. Cet événement s'est produit le 6 mai 1527 et se poursuivit jusqu'en février 1528.
Rome, capitale des États pontificaux, est mise à sac par les troupes mutinées de Charles Quint essentiellement composées de lansquenets allemands luthériens, qui se révoltent au sujet de salaires impayés.
À la suite de la mort du Connétable Charles III de Bourbon, commandant l'armée assiégeante, les lansquenets accompagnés de soldats espagnols et italiens pénètrent sans ordre dans la Ville Sainte et défont les défenseurs, très inférieurs en nombre.
Grâce au sacrifice d'une partie de la Garde suisse pontificale, le pape Clément VII, escorté par 42 gardes, se réfugie au château Saint-Ange où il demeure six mois, jusqu'à ce qu'une rançon soit payée aux pillards et qu'ils puissent quitter la ville.
Le sac affaiblit fortement la ligue de Cognac, alliance formée par la France, la papauté, la république de Venise, l'Angleterre, le duché de Milan et Florence contre Charles Quint.

## Histoire

### Contexte

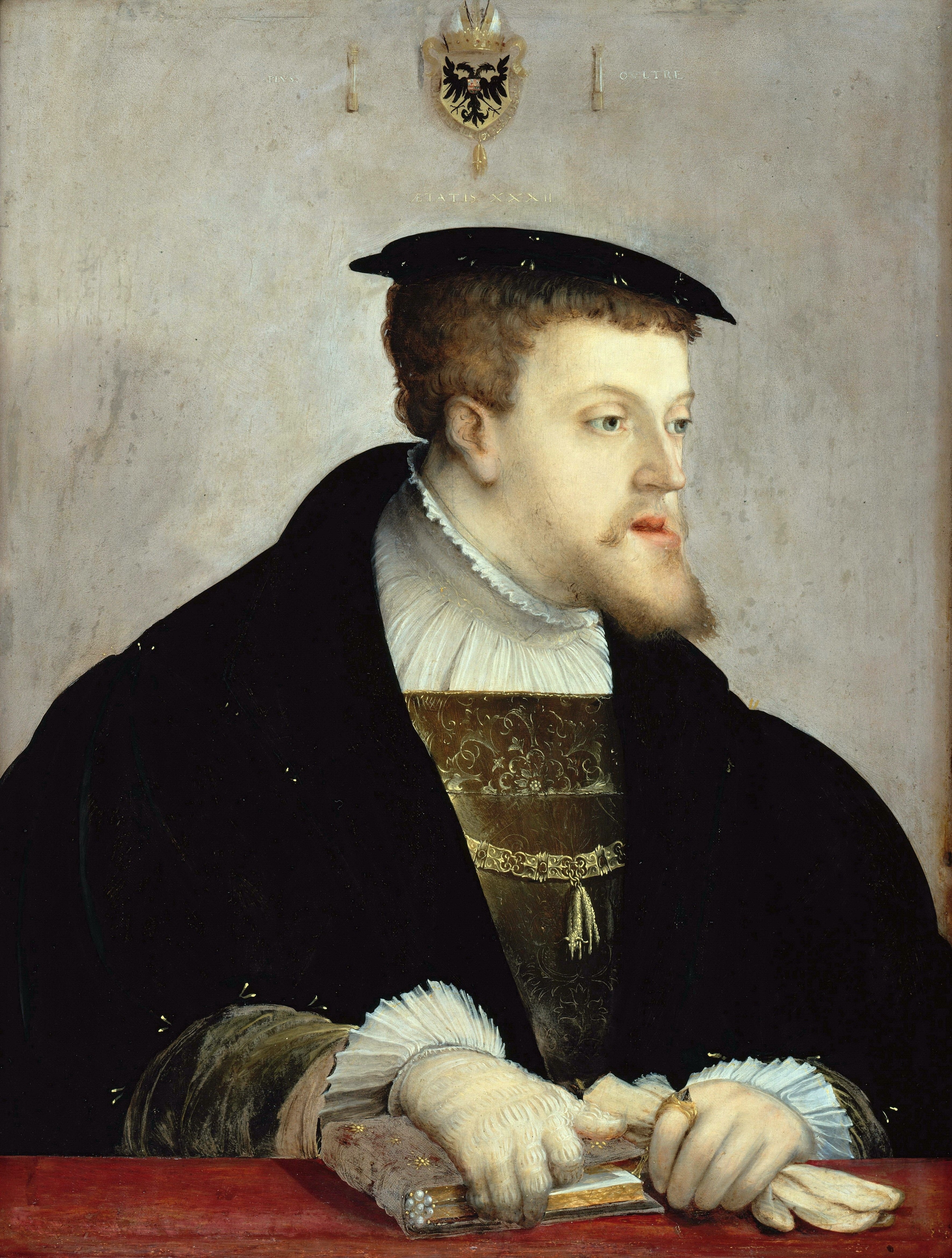
Charles Quint (portrait de Christoph Amberger, 1532).

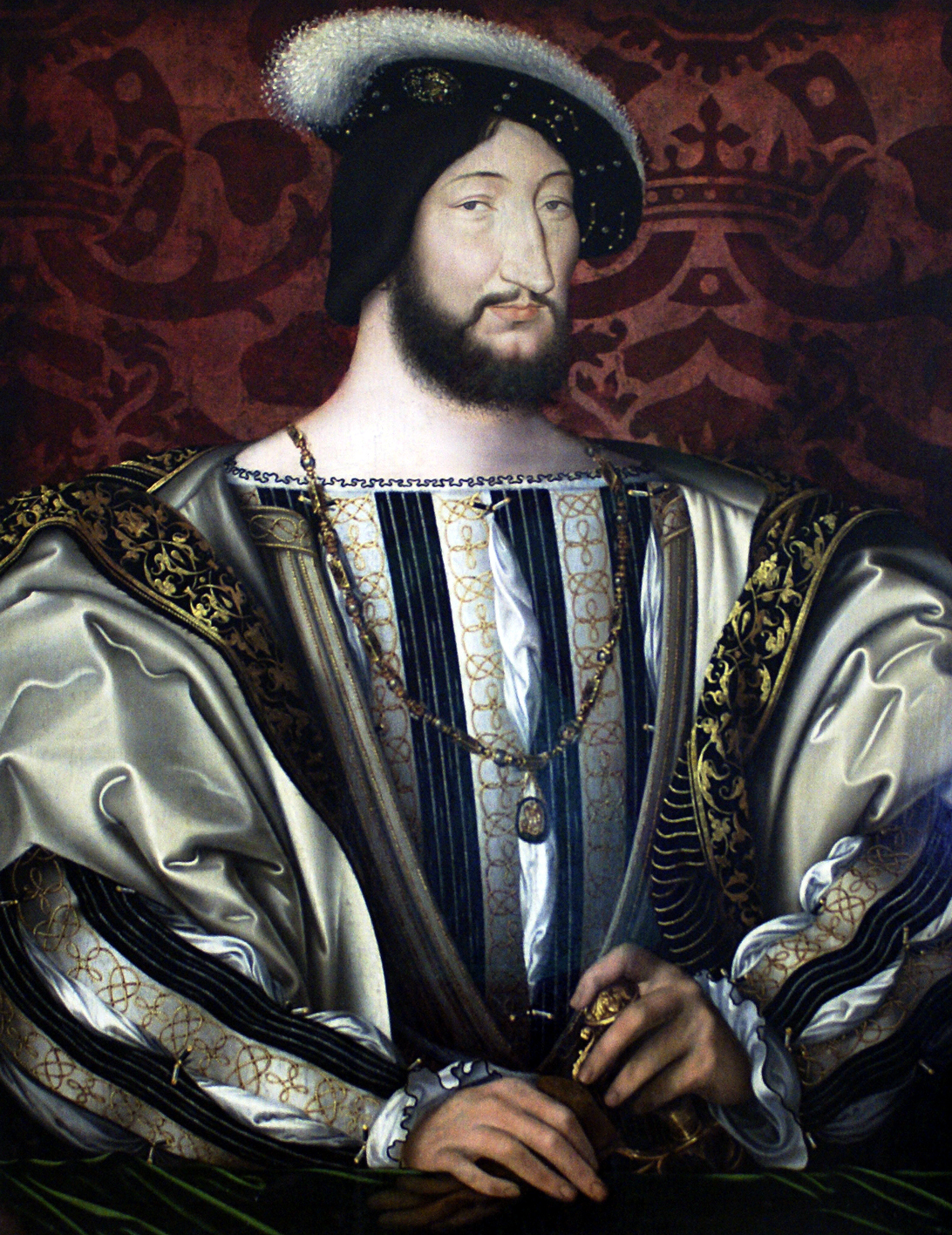
François Ier (1530) par Jean Clouet, musée du Louvre.

Cet événement s'inscrit dans le cadre des guerres d'Italie, conflits pour la suprématie en Europe entre les Maisons de Habsbourg et de Valois, entre Charles Quint, empereur du Saint-Empire romain germanique et roi d'Espagne et François Ier, roi de France ; plus précisément, il s'inscrit dans la septième guerre d'Italie, qui voit s'affronter les deux souverains de 1526 à 1529.
La sixième guerre d'Italie s'est conclue par la défaite de François Ier à Pavie en 1525 et la signature du traité de Madrid en janvier 1526 et par lequel le roi François Ier, prisonnier, doit renoncer à toutes ses prétentions sur l'Italie, à certaines places fortes de la Picardie et restituer le duché de Bourgogne aux Habsbourg.
Au mois de mai suivant, le pape Clément VII (Jules de Médicis), jouant sur le désir de revanche de François Ier qui a dû signer un traité contenant des clauses extrêmement sévères pour la France, se fait le promoteur d'une ligue anti-impériale appelée la sainte ligue de Cognac conclue à Cognac le 22 mai 1526.
Le pape Clément partage le ressentiment du roi de France envers Charles Quint. Il craint, par expérience de la politique impériale des siècles précédents, qu'une fois l'Italie septentrionale en la possession de l'empereur et ayant déjà en main l'entière Italie méridionale par l'héritage espagnol, celui-ci n'unifie les États de la péninsule sous un unique sceptre au détriment de l'État pontifical qui risque de disparaître complètement.
La Ligue se compose en plus du pape et du roi de France, du duché de Milan, de la république de Venise, de la république de Gênes ainsi que la Florence des Médicis.
L'Empereur tente sans succès de reconquérir l'alliance du pape avec l'intention de contrôler momentanément l'Italie septentrionale. C'est pourquoi il décide d'intervenir militairement. Dans l'incapacité d'agir personnellement en raison des troubles internes contre les luthériens et externes avec l'Empire ottoman qui se manifeste aux portes orientales de l'Empire, il fait en sorte de déchaîner contre l'État pontifical la puissante famille romaine des Colonna, depuis toujours ennemie de la famille Médicis.
La révolte des Colonna produit ses effets. Le cardinal Pompeo Colonna lâche dans la ville pontificale ses soldats, qui la saccagent le 20 septembre 1526. Clément VII, assiégé dans Rome, est obligé de demander l'aide de l'empereur avec la promesse en échange de quitter l'alliance avec le roi de France, rompant ainsi la ligue de Cognac. Pompeo Colonna se retire à Naples. Clément VII, une fois libre de pouvoir décider du meilleur parti pour l'État pontifical, rompt le traité signé sous la contrainte et appelle à son aide l'unique puissance qui peut sérieusement le défendre, François Ier.
Dans cette situation, l'empereur décide d'une intervention armée contre l'État pontifical et dépêche un contingent de lansquenets sous les ordres du duc Charles III de Bourbon. Les troupes en campagne (12 à 15 000 hommes) sont commandées par le général Georg von Frundsberg mais ce dernier, malade, ne peut mener à bien sa mission et rentre en Allemagne ; il laisse le commandement aux mains de Charles.

### Faits

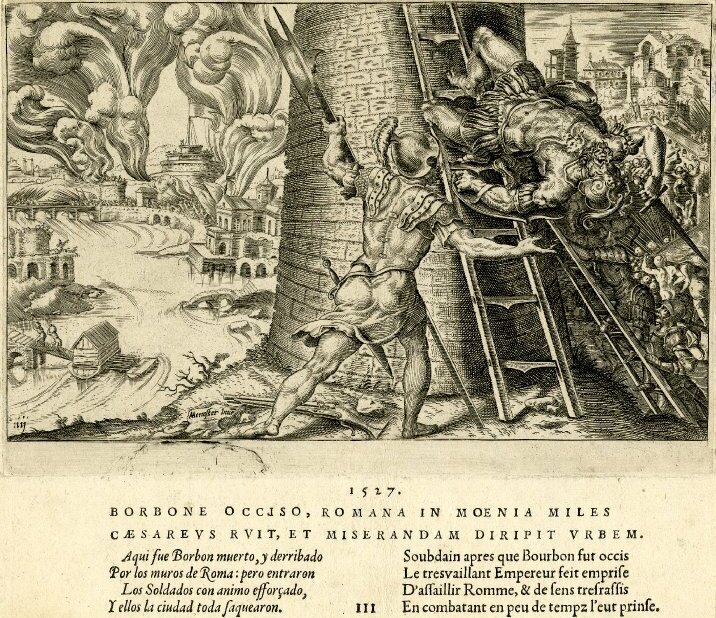
Représentation de la mort de Charles de Bourbon et du sac de Rome.

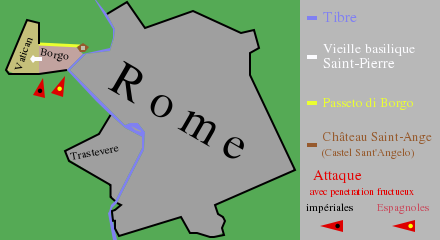
Sac de Rome

Le duc part d'Arezzo le 20 avril 1527, à la tête de 35 000 soldats, profitant de la situation précaire dans laquelle se trouvent les Vénitiens et leurs alliés en raison de l'insurrection de Florence contre les Médicis.
5 000 soldats défendent la ville de Rome mais ils bénéficient de solides remparts et d'artillerie dont les assiégeants sont dépourvus. Charles doit prendre la ville rapidement pour éviter d'être piégé à son tour par l'armée de la Ligue, mais, le 6 mai, il est blessé à mort d'un coup d'arquebuse (Benvenuto Cellini raconte dans ses mémoires être le tireur, d'autres évoquent un prêtre dénommé Brantôme) ce qui fait disparaître toute retenue chez les soldats qui s'emparent facilement de la ville.
Les troupes impériales, au service de Charles Quint, ne sont pas seulement composées de lansquenets. Ceux-ci sont quatorze ou quinze mille auxquels s'ajoutent six mille Espagnols du marquis del Vasto et d’Antonio de Leiva, quatre à cinq mille Italiens commandés par Fabrizio Maramaldo, Pompeo Colonna et Ferdinand de Gonzague. Philibert de Chalon, prince d'Orange, est à la tête des chevau-légers.
Les Impériaux s'emparent du quartier du Borgo dans le Vatican. Grâce à la résistance et au sacrifice de la plus grande partie des gardes suisses pontificaux qui parviennent à ralentir l'avancée des envahisseurs entre la place Saint-Pierre, le palais et la caserne, le pape Clément VII, escorté discrètement par 42 gardes suisses, quitte ses appartements du palais apostolique pour se réfugier dans le château Saint-Ange en empruntant le fameux Passetto qui relie les deux édifices, chemin couvert construit un siècle auparavant par un de ses prédécesseurs à la fin du XIIIe siècle, et réaménagé sous Alexandre VI et Léon X. Les troupes impériales s'emparent ensuite du quartier du Trastevere, d'où elles franchissent le Tibre pour entrer dans Rome.
Le saccage de la ville commence le lendemain. La ville entière, les églises, les habitants, tant ecclésiastiques que laïcs, se voient soumis à des cruautés sans limite : assassinats, tortures, ventes de cardinaux et d’évêques comme esclaves, vols de reliques, actes sacrilèges, viols de femmes, profanation de sépultures. Des processions parodiques présidées par des lansquenets revêtus d’habits ecclésiastiques qui jouent à élire parmi eux un « pape Luther » parcourent les rues au cri de « Vivat Lutherus Pontifex ». On dénombre des milliers de victimes, des dommages d'un montant incalculable sur le patrimoine artistique ; les travaux de la construction de la basilique Saint-Pierre sont interrompus et repris seulement en 1534 sous le règne du pape Paul III. Aux meurtres, tortures et pillages succèdent la famine et la peste touchant aussi bien les Romains que la troupe occupante. 
Un recensement effectué avant le sac dénombrait environ 55 000 habitants à Rome. Fin 1527, le chiffre de la population est divisé par cinq. À la dévastation a en effet succédé la peste en raison des cadavres que personne n'a enterrés. Plus de la moitié des soldats impériaux sont victimes de vendetta. Rome est définitivement évacuée en février 1528.
Le pape réside six mois dans le château Saint-Ange avant de se résoudre à signer une capitulation avec le prince d'Orange et les chefs des troupes impériales. Il quitte clandestinement le château Saint-Ange pour Orvieto, début décembre.

### Causes du massacre et du saccage

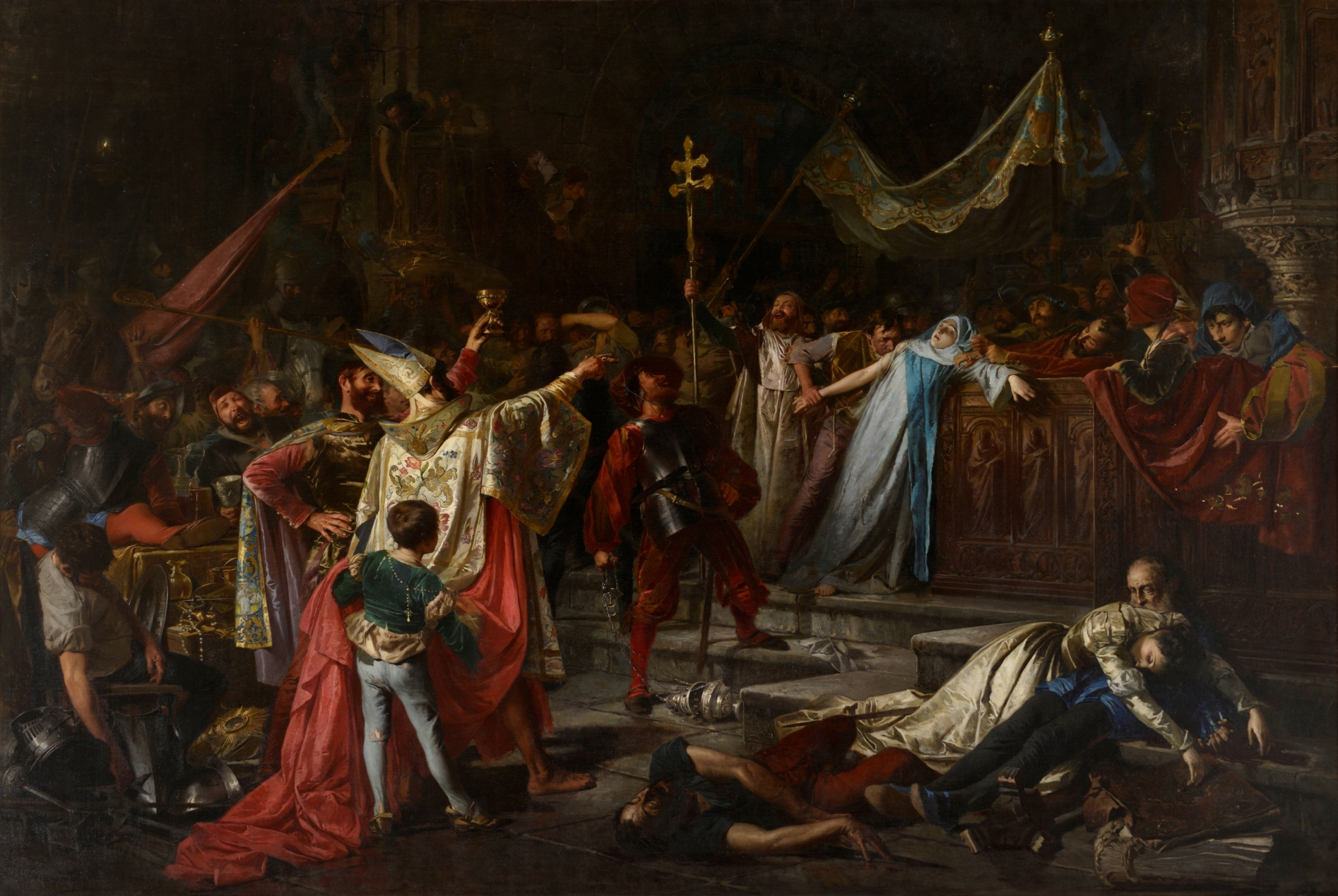
Sac de Rome, Francisco J. Amérigo, 1884.

Les raisons qui conduisent les mercenaires allemands, espagnols et les bandes italiennes à s'adonner à un saccage aussi long (presque un an) sont diverses. En ces temps, les soldats sont payés tous les cinq jours : lorsque le commandant ne dispose pas de l'argent suffisant pour la rétribution des soldats, il autorise la mise à sac de la ville qui ne dure pas, en général, plus d'une journée, le temps suffisant pour que la troupe prélève son butin.
Dans ce cas, les lansquenets, non seulement sont restés sans paie mais ils ne disposent même plus de leur commandant : Frundsberg, malade, est reparti vers l'Allemagne, et Charles de Bourbon est mort dès le début de l'assaut. De plus, la majeure partie d'entre eux, luthériens, nourrissent une haine contre le pape.
Sans commandants, bien que Philibert de Chalon ait été reconnu comme chef de l'ensemble des troupes allemandes et espagnoles, il fut facile à la soldatesque de s'adonner au saccage.
L'empereur, alors à Valladolid, célébrait la naissance de son premier enfant et héritier — le futur Philippe II d'Espagne né le 21 mai 1527. Ayant appris la tragédie commise par ses troupes, il mit fin aux festivités et se réfugia dès lors dans la prière.

## Dans les arts et la culture

### Filmographie

#### Cinéma
- 1910 : Le Sac de Rome.
- 1920 : Le Sac de Rome d'Enrico Guazzoni et Giulio Aristide Sartorio.
- 1953 : Le Sac de Rome de Ferruccio Cerio.
- 1992 : Zoloto de Leonid Bits et Fabio Bonzi.

### Littérature

#### Bande dessinée
L'action du tome 4 Les clefs de Saint Pierre (2006) de L'Histoire secrète se déroule pendant le Sac de Rome.

#### Poésie
Du Bellay, une trentaine d'années plus tard, dans Les Regrets, exprima la crainte d'un sac imminent à Rome en septembre 1556, semblable à celui de 1527.

### Musique
Le groupe de power metal suédois Sabaton a, dans son album The Last Stand, composé une chanson homonyme narrant les évènements du sac de Rome.